# Serenade für zwei Violinen und Pianoforte opus 92
Serenade für zwei Violinen und Pianoforte is een compositie van Christian Sinding.  Het was zijn tweede serenade voor deze bezetting; de eerste kreeg een Franse titel mee: Sérénade pour deux violons et piano opus 56. De beide serenades bestaan uit vijf delen:
1. Allegro non troppo
2. Andante sostenuto
3. Allegretto
4. Adagio
5. Deciso ma non troppo allegro

Net als zijn eerste serenade raakte het werk in de vergetelheid. Het manuscript laat zien, dat de serenade, voordat die naar de drukker ging, nog de nodige aanpassingen behoefde.